# ТЕС Фкіріна
ТЕС Фкіріна (F'Kirina) — теплова електростанція на північному сході Алжиру, що розташована на південно-західній околиці міста Айн-Бейда (вілаєт Ум-ель-Буакі).
У 2003-му, на тлі зростаючого енергодефіциту в країні, з французькою компанією Alstom уклали угоду щодо спорудження ТЕС Фкіріна з газовими турбінами, встановленими на роботу у відкритому циклі. Це дозволило вже наступного року запустити станцію, основне обладнання якої становлять дві турбіни типу GT13E2 потужністю по 150 МВт.
В 2013 році напередодні літнього сезону (коли в країні спостерігається пік енергоспоживання) станцію доповнили 12 мобільними газовими турбінами компанії General Electric типу TM2500 з одиничною потужністю 17 МВт. Втім, це було тимчасове рішення, а саме ці турбіни закуповувались для енергозабезпечення віддалених оаз Сахари. Вже взимку 2013/2014 демонтували 4 турбіни, станом на весну 2016-го на майданчику Фкіріна працювало 6 мобільних турбін, наприкінці 2017-го їх залишалось лише 4, а в першій половині 2019-го демонтували і їх (серед станцій, куди далі відправлялись ці мобільні турбіни, можливо назвати ТЕС Зав'єт-Кунта та ТЕС Тімімун).
Станція використовує природний газ, який надходить до регіону по трубопроводу Телегма – Айн-Бейда.